# Josiane Lévêque
Pour les articles homonymes, voir Lévêque.
Josiane Lévêque est une actrice française de théâtre, cinéma et télévision, née le 29 août 1943 à Mantes-la-Jolie..
Interprète récurrente de la série Madame le Proviseur, dans le rôle du professeur de mathématiques Danièle Zarka, elle est également l'une des comédiennes fétiches du cinéaste Jean Marbœuf.

## Théâtre
- 1975 : La golden est souvent farineuse de Josiane Lévêque, mise en scène Évelyne Dandry, Cour des miracles
- 1977 : Au niveau du chou de Josiane Léveque et Catherine Grello, mise en scène Annick Blancheteau, théâtre des Blancs-Manteaux
- 1978 : Les Papas naissent dans les armoires de Giulio Scarnicci et Renzo Tarabusi, mise en scène Gérard Vergez, théâtre de la Michodière
- 1979 : Les orties ça s’arrache mieux quand c’est mouillé de Josiane Lévêque, Studio des Champs-Élysées
- 1981 : Orties... chaud de Josiane Lévêque, mise en scène Annick Blancheteau, théâtre de l'Œuvre
- 1987 : Un jardin en désordre d'Alan Ayckbourn, mise en scène Stuart Seide, théâtre de la Renaissance
- 1996 : Colombe de Jean Anouilh, mise en scène Michel Fagadau, Comédie des Champs-Élysées
- 1999 : Un fil à la patte de Georges Feydeau, mise en scène Alain Sachs, théâtre de la Porte-Saint-Martin
- 2004 : Devinez Qui ? Dix petits nègres, d'Agatha Christie, théâtre du Palais-Royal

## Filmographie

### Cinéma
- 1969 : Clérambard d'Yves Robert
- 1974 : On s'est trompé d'histoire d'amour de Jean-Louis Bertuccelli : La sage-femme
- 1975 : Je t’aime, moi non plus de Serge Gainsbourg
- 1976 : Ben et Bénédict de Paula Delsol
- 1977 : Le Point de mire de Jean-Claude Tramont
- 1978 : Vas-y maman de Nicole de Buron
- 1980 : Tendres Cousines de David Hamilton
- 1982 : Elle voit des nains partout ! de Jean-Claude Sussfeld
- 1985 : Le Voyage à Paimpol de John Berry
- 1987 : Corentin ou les Infortunes conjugales de Jean Marbœuf
- 1988 : Les cigognes n'en font qu'à leur tête de Didier Kaminka
- 1990 : Voir l'éléphant de Jean Marbœuf : la mariée
- 1990 : Promotion canapé de Didier Kaminka : la femme de Force ouvrière [2].
- 1990 : Uranus de Claude Berri
- 1991 : Sans rires (court-métrage) de Mathieu Amalric
- 1992 : Coup de jeune ! de Xavier Gélin
- 1995 : Ma femme me quitte de Didier Kaminka
- 1995 : La Pisseuse de Frédéric Benzaquen et Suzanne Legrand, court métrage
- 1995 : Sortez des rangs de Jean-Denis Robert
- 1995 : Temps de chien de Jean Marbœuf
- 2001 : Le Frère du guerrier de Pierre Jolivet
- 2003 : Le P'tit Curieux de Jean Marbœuf
- 2004 : Un petit jeu sans conséquence de Bernard Rapp
- 2007 : 72/50 de Armel de Lorme et Gauthier Fages de Bouteiller
- 2009 : La Femme invisible (d'après une histoire vraie) de Agathe Teyssier

### Télévision
- 1971 : Le père Noël est en prison de Pierre Gautherin
- 1972 : Le Nez d'un notaire de Pierre Bureau
- 1973 : Monsieur Émilien est mort de Jean Pignol
- 1973 : Le Lever de rideau de Jean-Pierre Marchand
- 1973 : L'Inconnu de Youri
- 1973 : Les Enquêtes du commissaire Maigret, épisode : Maigret et la Jeune Morte de Claude Boissol
- 1974 : Amoureuse Joséphine de Guy Lessertisseur
- 1974 : Messieurs les jurés : L'Affaire Varnay d'André Michel
- 1975 : L'Ingénu de Jean-Pierre Marchand
- 1976 : Adios, (mini-série) de André Michel
- 1978 : Les Palmiers du métropolitain de Youri
- 1978 : Ciné-roman de Serge Moati
- 1978 : Les Cinq Dernières Minutes, épisode Régis de Guy Lessertisseur
- 1979 : Les Amours de la Belle Époque, épisode : Ces dames aux chapeaux verts, d'André Flédérick (Jeanne)
- 1979 : Les Héritiers, épisode : Juste la Seine à traverser, de Joyce Buñuel (Janine)
- 1980 : Les Quatre Cents Coups de Virginie de Bernard Queysanne (4e épisode) (Sylvie)
- 1980 : Julien Fontanes, magistrat, épisode : Par la bande de François Dupont-Midy
- 1981 : Julien Fontanes, magistrat, épisode : La dernière haie de François Dupont-Midy
- 1981 : Le Loup-garou de Philippe Ducrest : Mme de Cocuville
- 1981 : À nous de jouer d’André Flédérick
- 1981 : Pause café (épisode 1) de Serge Leroy
- 1983 : Pauvre Éros de Georges Régnier (Irène no 2)
- 1985 : Madame et ses flics, épisode Télé-crime, de Roland-Bernard (Tatiana)
- 1985 : Les Enquêtes du commissaire Maigret, série, épisode Maigret et le Client du samedi de Pierre Bureau : la patronne
- 1985 : Série noire, épisode : La Lune d'Omaha de Jean Marbœuf : Antoinette
- 1987 : Chahut-bahut de Jean Sagols
- 1987 : Maguy, épisode Le Don de la mère : la cliente folle
- 1988 : L'Appart de Christiane Spiero : Jacynthe
- 1988 : Les Enquêtes du commissaire Maigret, épisode Le Chien jaune de Pierre Bureau
- 1989 : Villa Villeret de Paul Vecchiali
- 1989 : Pause café, pause tendresse, épisode Betty, 15 ans de Serge Leroy : Dany Basler
- 1989 : Tribunal, épisode Sombre revanche de Jean-Pierre Prévost : Madeleine Duruy
- 1992 : Puissance 4, épisode Jeux de vilains de Charles Bitsch : Yvonne
- 1992 : Maigret et la Maison du juge de Bertrand Van Effenterre
- 1994 : Goupi Mains Rouges de Claude Goretta
- 1994 : Les Plus Petits que soi de Christiane Spiero et Christophe Andrei
- 1995 : Docteur Sylvestre, épisode Sans domicile fixe de Philippe Roussel
- 1996 : Les Cinq Dernières Minutes, épisode Le Quincaillier amoureux de Jean Marbœuf
- 1997 : Julie Lescaut, épisode Mort d'un petit soldat (6.5) de Charlotte Brändström : Mme Lejeune
- 1997 : Nini de Myriam Touzé : Mme Duboquet
- 1998 : Madame le Proviseur, épisodes La Maîtresse auxiliaire et Les Intouchables de Philippe Triboit
- 1999 : Docteur Sylvestre, épisode Papa dort de Philippe Roussel (Sidonie)
- 1999 : Maison de famille de Serge Moati
- 1999 : Madame le Proviseur, épisodes La Saison des Bouffons et L'Heure de la sortie de Jean-Marc Seban
- 1999 : L'Avocate, épisode Les Racines du mal de Jean-Claude Sussfeld
- 2000 : L'Avocate, épisode Les Fruits de la haine de Jean-Claude Sussfeld : Marie-Pierre
- 2000 : Madame le Proviseur, épisode L'Œil du singe de Sébastien Grall
- 2002-2003 : Madame le Proviseur, épisodes La Corde raide, La Cicatrice, Profs.com, Mon meilleur ennemi et La Petite Malgache d’Alain Bonnot
- 2004 : Madame le Proviseur, épisodes La Loi du silence et L'Intrus de Philippe Bérenger
- 2006 : Madame le Proviseur, épisode Le Secret de madame Jaubert de Philippe Bérenger
- 2008 : Guy Môquet, un amour fusillé de Philippe Bérenger
- 2009 : Les Petits Meurtres d'Agatha Christie, épisode La Maison du péril d'Éric Woreth
- 2012 : Nicolas Le Floch, épisode Le Crime de l'hôtel Saint-Florentin de Philippe Bérenger